# Numeração de fonogramas

Foto mostrando as tiragens de dois CDs, um com lote de 5 mil cópias (BC005000) na contracapa e outro com lote de mil cópias (AA001000) na lateral.

A numeração de fonogramas (também conhecido como tiragem) no Brasil é um sistema regulamentado que busca controlar a produção e distribuição de CDs e DVDs, garantindo transparência entre artistas e gravadoras e facilitando a fiscalização dos direitos autorais. 
A regulamentação tem raízes em disputas antigas e passou por diversas mudanças antes de se consolidar na forma atual. A regulamentação final veio com o Decreto nº 4.533, publicado no Diário Oficial da União em dezembro de 2002 e em vigor desde 22 de abril de 2003.
Embora tenha enfrentado desafios e resistências, a regulamentação vigente reflete um compromisso negociado que beneficia tanto a indústria fonográfica quanto os artistas.

## Histórico
A discussão sobre a numeração de fonogramas ganhou destaque em meados dos anos 1990, com a crescente preocupação dos artistas sobre a transparência nas vendas de seus produtos. A ideia inicial era numerar cada exemplar individualmente, o que enfrentou resistência por parte das gravadoras, que alegavam a inviabilidade técnica e econômica dessa proposta.
Em 1998, a Lei nº 9.610, também conhecida como Lei de Direitos Autorais, foi promulgada, mas ainda não resolvia a questão da numeração. Foi somente em 2001 que um projeto de lei mais específico foi apresentado ao Congresso pela deputada Tânia Soares, apoiada por uma bancada de artistas liderada pelo músico Lobão. Segundo o cantor: "Não deve haver nenhuma suspeita da legitimidade do processo. É preciso, sim, da colaboração das gravadoras e da indústria fonográfica como um todo, para que possamos afinal esclarecer todo o caminho que o CD faz da fábrica até o consumidor (...) Nós temos hoje a tecnologia necessária para fazer essa numeração. Eu numerei as cem mil cópias que vendi de A Vida É Doce. Não tinha como numerar a bolacha, mas numerei no papel".
Alguns artistas como Caetano Veloso, Gilberto Gil, Rita Lee, Ivan Lins e Marina Lima retiraram seu apoio ao perceberem falhas no projeto. O cantor Ivan Lins, por exemplo, afirmou que a numeração sequencial era um procedimento anacrônico, e que apesar de haver práticas desonestas das gravadoras nos anos 70, como a manipulação dos números de vendas e certificações de discos de ouro e platina para favorecer determinados artistas, ele considerava improvável que essas práticas desonestas continuassem atualmente.
A mudança de posição de alguns artistas coincidiu com a da Associação Brasileira dos Produtores de Discos (ABPD), que pressionou artistas a se oporem ao projeto, acumulando cerca de 30 nomes, incluindo grandes vendedores como Xuxa e Sandy.
Em resposta Lobão e a cantora Beth Carvalho criticam Caetano Veloso por retirar seu apoio à numeração sem buscar esclarecimentos. Segundo eles, a proposta da deputada exige a numeração e assinatura de obras, mas que há tecnologias para facilitar isso, comparando com a assinatura de cédulas pelo presidente do Banco Central. Os dois artistas ressaltaram que a lei beneficiaria os direitos autorais e combateria a pirataria, apesar da resistência internacional das grandes gravadoras, uma vez que a numeração de CDs era viável, barata e que a lei poderia ser aperfeiçoada, questionando a resistência e destacando a importância do projeto para a classe artística.
A Associação Brasileira dos Produtores de Discos (ABPD), formada pelas cinco grandes multinacionais da música, Universal, Sony, BMG, EMI e WEA se opôs à numeração de discos desde o início, alegando que isso encareceria os produtos e seria ineficaz no controle dos direitos autorais.  O presidente Fernando Henrique Cardoso, após ouvir os argumentos da ABPD e receber cartas de Gilberto Gil e Caetano Veloso, vetou o projeto inicial da deputada Tânia Soares. O projeto com o veto retornaria à Câmara mas a autora informou que não pretendia iniciar uma articulação para a derrubada do veto. "Nós devemos apoiar a manutenção do veto, pois o importante é a que a lei seja regulamentada e isso deverá ser feito pelo grupo de trabalho criado [para resolver essa questão]", explica a Tânia Soares.

## Negociações e acordos
Após o veto presidencial, um grupo de trabalho foi formado com representantes da indústria fonográfica, editoras, músicos e políticos para encontrar uma solução viável. Esse grupo propôs a numeração por lotes em vez da numeração individual, o que foi aceito como um meio-termo entre as demandas dos artistas e as capacidades das gravadoras.

## Regulamentação
A regulamentação final veio com o Decreto nº 4.533, publicado no Diário Oficial da União em dezembro de 2002 e em vigor desde 22 de abril de 2003. Este decreto estabeleceu que todos os CDs e DVDs produzidos no Brasil deveriam conter um código de duas letras designando o número do lote e a quantidade de unidades na tiragem. Além disso, instituiu-se a obrigatoriedade do código ISRC (International Standard Recording Code), que permite o rastreamento de cada faixa individualmente.
As tiragens/numerações de discos são identificadas por um par de letras e uma sequência numérica: as letras indicam o número do lote em ordem alfabética (AA para o 1º lote, AB para o 2º, e assim por diante), e os números mostram quantas cópias foram produzidas nesse lote (AA0010000 significa 10 mil cópias no 1º lote). Somando todas as tiragens, é possível determinar o total de cópias produzidas. Por exemplo, somando AA0010000, AB0010000, e AC0010000 resulta em 30 mil cópias.
Um dos argumentos contra a adoção da numeração foi o fato de que essa prática não é comum em outros países. O decreto presidencial estabelece que as gravadoras terão que informar aos artistas sobre a quantidade de discos produzidos, vendidos e danificados. A destruição de discos, um procedimento habitual na indústria musical para lidar com estoque não vendido, gera desconfiança entre os artistas, que temem que essa prática seja usada para manipular os números de discos fabricados e vendidos. Além disso, o decreto altera as regras para os royalties de faixas incluídas em coletâneas. Internacionalmente, a indústria paga aos músicos apenas 50% do valor dos royalties que receberiam em outras circunstâncias por faixas em antologias. Beth Carvalho destacou a falta de explicação para essa prática, que é comum globalmente e resulta em lançamentos frequentes de coletâneas como "O Melhor de..." e "Grandes Sucessos de...". Com as novas regras, os royalties pagos aos artistas serão integrais.

## Impactos e implicações
A implementação da numeração por lotes e do código ISRC trouxe diversas mudanças significativas para o mercado fonográfico brasileiro. A principal consequência foi a maior transparência no controle da quantidade de exemplares produzidos e vendidos. Essa transparência facilitou a auditoria e a fiscalização dos direitos autorais, permitindo que os artistas tivessem um controle mais preciso sobre suas obras.
Além disso, o código ISRC tornou-se uma ferramenta crucial para monitorar a execução das músicas em rádios, TVs e plataformas digitais. Isso garantiu que os artistas recebessem de maneira mais justa e precisa os direitos autorais devidos. O rastreamento individual das faixas através do ISRC permitiu um controle mais eficiente e um combate mais efetivo contra a pirataria.
A implementação desses sistemas também teve implicações econômicas. O custo adicional para a implementação da numeração e do código ISRC foi estimado em cerca de R$ 0,03 por exemplar. As gravadoras se comprometeram a absorver esse custo, evitando que fosse repassado ao consumidor. Isso garantiu que o preço dos CDs e DVDs não fosse impactado negativamente..
Outro aspecto importante da nova legislação foi a exigência de que os registros de produção e devolução de CDs fossem mantidos por um período mínimo de cinco anos. Essa medida permitiu que os artistas tivessem o direito de inspecionar esses registros e as prensas das gravadoras, garantindo maior transparência e confiança na relação entre artistas e indústria.
A combinação dessas medidas visou não apenas a proteger os direitos dos artistas, mas também a moralizar o mercado musical brasileiro. A introdução da numeração de fonogramas e do código ISRC foi um passo importante na luta por maior justiça e transparência na indústria fonográfica, atendendo a demandas históricas dos artistas e modernizando os mecanismos de controle e fiscalização.